# Olivia Edward
Olivia Edward (Long Island, Nova York, 25 de gener de 2007) és una actriu estatunidenca coneguda pel seu paper de Duke a la sèrie de televisió de FX Better Things. Va començar la seua carrera amb dos anys i ha tingut diverses aparicions com a convidada a sèries de televisió com Unbreakable Kimmy Schmidt i The Mysteries of Laura. El director de càsting de Better Things va ajudar Edward a obtenir un paper recurrent a la sèrie Crazy Ex-Girlfriend a The CW. El seu pare és la personalitat televisiva, autor i medium psíquic John Edward.
Edward també balla i canta, i és ambaixadora Wildlife Warrior al zoològic d'Austràlia.